# Cassis tessellata
Espèce
Cassis tessellata est une espèce de mollusques gastéropodes de la famille des Cassidae.
- Répartition : sud-ouest de l'Afrique.

## Philatélie
Ce coquillage figure sur une émission de l'Angola de 1974 (valeur faciale : 1,50 $).